# Blackberry Priv
Das Blackberry Priv ist das erste Android-Smartphone von Blackberry. Es besitzt eine Hardwaretastatur zum Ausfahren und kam Ende 2015 auf den Markt.

## Technik
Es gibt in Details verschiedene Versionen, das STV100-1 für die USA und Großbritannien mit QWERTY-Tastaturbelegung, das STV100-4 mit QWERTZ für Europa und das mit AZERTY für die französische Sprache.

### Tastatur
Herausstechendes Merkmal ist die Hardwaretastatur mit 26 Buchstaben, €, zweimal ⇑ (Shift), Alt, ⇦ (Rücktaste), ↵ (Eingabetaste), sym, ↓. Da die Tastatur berührungsempfindlich ist, kann diese ähnlich wie beim Blackberry Passport als Touchpad zum Scrollen verwendet werden. Bei eingefahrener Tastatur wird eine für Touchscreen-Geräte übliche Bildschirmtastatur eingeblendet.

### Betriebssystem
BlackBerry brachte das Priv als erstes eigenes Android-Smartphone mit Tastatur auf den Markt. Die Version 6.0.1 Marshmallow wurde nachträglich per Update an alle Besitzer ausgeliefert. Neben einer eigenen Sicherheitsapp (DTEK) können Benutzer auf dem Priv den von Blackberry 10 bekannten Hub nutzen. Die App ermöglicht es, Nachrichten aus verschiedenen Kanälen (E-Mail, Facebook, Whatsapp) zu bündeln und in einer priorisierten Übersicht abzurufen. Mit diesen Lösungen verspricht BlackBerry, ein besonders (abhör-)sicheres System bereitzustellen.

### Kamera
Die Kameratechnik und das Objektiv sind von Schneider-Kreuznach. Die Blende ist f/2.2, es werden 18 Megapixel im Format 4:3 und 16 Megapixel im Format 1:1 bzw. 16:9 aufgelöst.
Videos werden in 4K-Auflösung mit 30 oder in Full-HD mit 60 Bildern pro Sekunde aufgezeichnet.
Das Blackberry Priv besitzt eine optische Bildstabilisierung.

### Laden
Geladen wird über ein Micro-USB-Kabel. Durch Quick Charge 2.0 kann das Handy mit einem passenden und zusätzlich zu erwerbenden Ladegerät innerhalb einer halben Stunde um 60 % geladen werden. Die US-Variante lässt sich drahtlos mit dem Qi-Standard laden.

### Display
Das Display bietet bei einer Auflösung von 1440 × 2560 px und einer Größe von 5,4 Zoll 540 ppi, ist 500 cd/m2 hell und an den Kanten links und rechts abgeschrägt wie beim Samsung Galaxy S6 Edge.